# Mongi Ben Hamida
Mongi Ben Hamida (arabe : منجي بن حميدة), né le 1er avril 1928 à Kélibia et mort le 4 mai 2003 dans le 13e arrondissement de Paris, est un neurologue et neuropsychiatre tunisien.
Il est considéré comme le père de la neurologie tunisienne et maghrébine grâce à son rôle dans la dissémination de la neurologie au Maghreb, à sa fondation de l'Institut national de neurologie en 1974 et à ses performances scientifiques en neurosciences, considérées comme sans précédent dans la région,. Il est ministre de la Santé entre 1977 et 1979.

## Biographie
Après des études primaires à Kairouan, Aïn Draham et Kélibia, il suit ses études secondaires au collège Sadiki. Après avoir obtenu son baccalauréat en 1948, il décide d'entamer une carrière médicale. Il fait son premier cycle d'études médicales à l'École de médecine et de pharmacie de Besançon puis s'inscrit à la faculté de médecine de Paris où il continue ses études médicales, obtient un diplôme d'études approfondies en histologie et cytologie sous la direction du professeur René Couteaux et se spécialise en neurologie.
Sa thèse sur le couple dento-olivaire obtient en 1965 un prix de thèse et devient rapidement une référence internationale sur les plans clinique et neuropathologique.
Après avoir fini ses études médicales, Mongi Ben Hamida occupe le poste de chef de clinique à la Salpêtrière, dans le service du professeur Raymond Garcin puis dans celui du professeur Boudin, un grand maître de la neurologie française. En parallèle, il s'engage dans une activité de recherche à l'Institut national de la santé et de la recherche médicale comme collaborant au programme de recherche de Michel Fardeau sur les myopathies. Ensuite, il part à New York pour une année, où il accomplit un stage en tant que professeur associé au Albert Einstein College of Medicine.

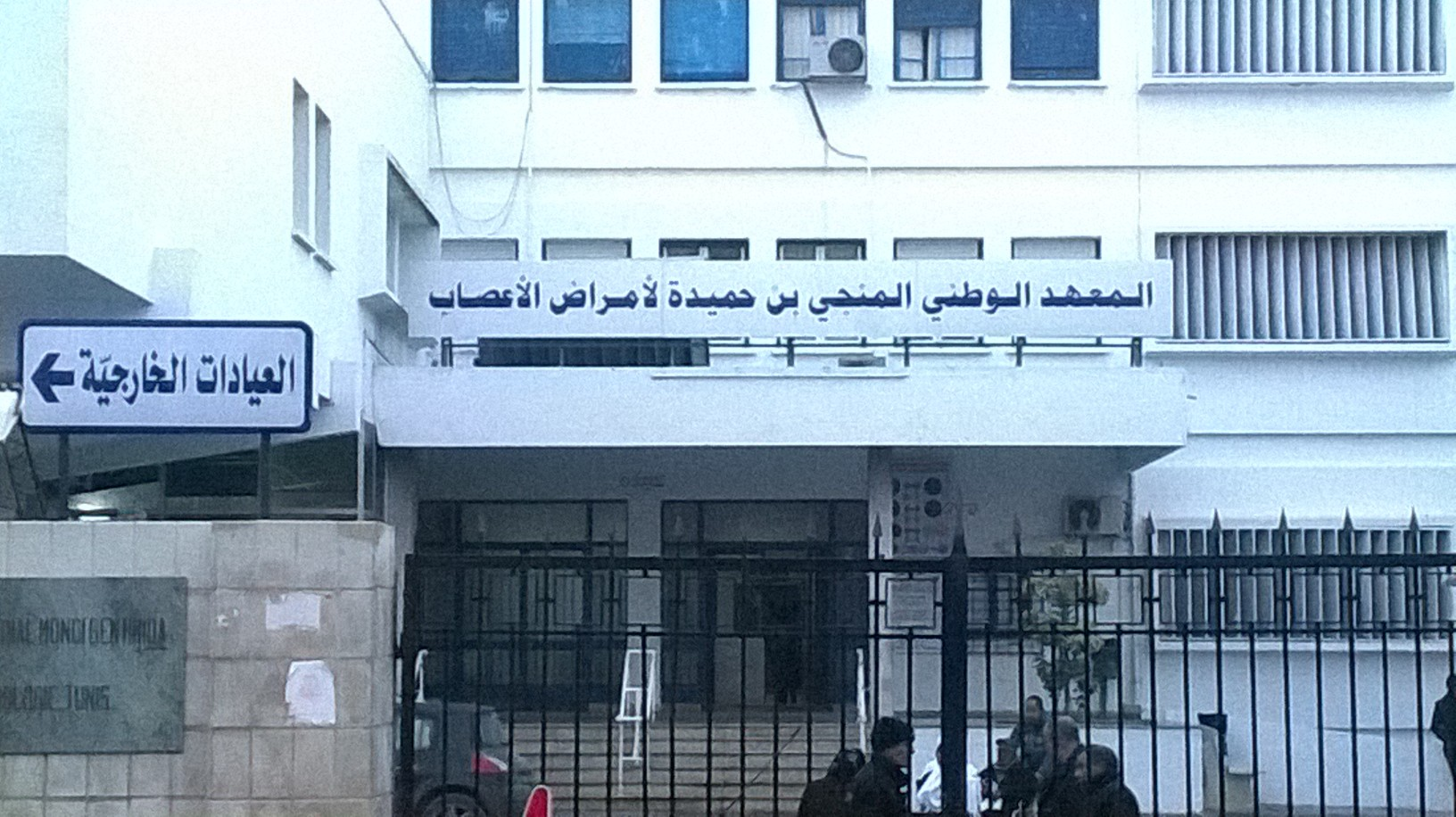
Institut national de neurologie de Tunis, portant désormais son nom.

De retour à Tunis en 1970, il enseigne à la faculté de médecine, dont il est élu par la suite comme doyen (1971-1974). Fondateur en 1974 de l'Institut national de neurologie de Tunis, les recherches qu'il a effectuées sur des myopathes tunisiens lui valent une notoriété internationale. C'est avec son équipe qu'il découvre la myopathie de Duchenne fille, ce qui suscite dans un premier temps des débats sur la sûreté de ces résultats. Ce n'est qu'en 1992, à la suite de la mise en évidence du gène de la myopathie par le docteur Kamel Ben Othman, un membre de son équipe, que toute la communauté se met d'accord en confirmant les conclusions de l'équipe tunisienne. C'est également le cas pour les découvertes ultérieures, à l'instar de la sclérose latérale amyotrophique juvénile (décrite en 1984 puis en 1990 avec trois formes phénotypiques), la maladie de Charcot-Marie-Tooth (étude dirigée par son successeur : le professeur Fayçal Hentati) et les hérédo-dégénérescences spinocérébelleuses, l'ataxie de Friedreich avec déficit en vitamine E (en 1993 et dont le gène est localisé la même année par son épouse Christiane Ben Hamida).
Toutes ces réalisations montrent l’intérêt unique que porte Mongi Ben Hamida à partir de 1976 pour les maladies dégénératives, pathologies auxquelles la quasi-totalité des neurologues du monde entier de cette époque négligent et n'enseignent pas en faculté. Pour eux, ces maladies sont de classifications complexes, incurables et leur prise en charge constitue une perte pour le budget de la santé. D'ailleurs, ceci constitue un grand obstacle pour lui durant ces recherches, vu qu'il ne trouve pas l'appui des communautés scientifiques locales et internationales qui, parfois, l'ont empêché de partager ses résultats et articles dans les revues scientifiques.
Pendant toute la période qu'il a passé en tant que chef du service à l'institut (jusqu'en 1995), il est connu pour son professionnalisme, les efforts qu'il fournit pour la formation de ses étudiants et son comportement exceptionnel envers ses patients.
Il préside aussi les associations arabe et panafricaine des sciences neurologiques et se voit élu vice-président de la Fédération mondiale de neurologie entre 1989 et 1993, et président de la commission nationale de recherche scientifique de 1992 à 2003.
Mongi Ben Hamida est également engagé politiquement. Il est jusqu'au 3 août 1978 le neurologue du président Habib Bourguiba et de son fils Habib Bourguiba Jr. qu'il a sauvé d'un accident vasculaire cérébral en 1971. Il est aussi maire de Kélibia, sa ville natale, durant quinze années ainsi que ministre de la Santé du 26 décembre 1977 au 13 septembre 1978. En 1988, il est désigné avec Mahmoud Ben Naceur et Taoufik Daghfous pour suivre l'état de santé du président Bourguiba, destitué en 1987, lors de sa résidence à Mornag.
En 2001, il est atteint par un méningiome cérébral récurrent. Son état de santé se détériore progressivement et il finit par mourir le 4 mai 2003.

## Distinctions
De son vivant, il reçoit les plus hautes décorations de l'État tunisien et est nommé membre correspondant de première division à l'Académie nationale de médecine entre le 3 mars 1993 et sa mort. Il reçoit par ailleurs la Légion d'honneur.
Après sa mort, de nombreux scientifiques tunisiens comme Jamel Chelly et Fayçal Hentati reconnaissent encore l'importance, le caractère anticipé et la valeur ajoutée de ses contributions à la neurologie. En outre, l'institut qu'il a fondé prend son nom à titre posthume le 12 mai 2012.

## Publications
- (en) Karim Ouahchi, Makoto Arita, Herbert Kayden, Fayçal Hentati, Mongi Ben Hamida, Ronald Sokol, Hiroyuki Arai, Keizo Inoue, Jean-Louis Mandel et Michel Koenig, « Ataxia with isolated vitamin E deficiency is caused by mutations in the α-tocopherol transfer protein », Nature Genetics, vol. 9, no 2,‎ février 1995, p. 141-145 (ISSN 1061-4036 et 1546-1718, DOI 10.1038/ng0295-141, lire en ligne, consulté le 7 octobre 2018)
- (en) Mongi Ben Hamida, Michel Fardeau et Neïla Attia, « Severe childhood muscular dystrophy affecting both sexes and frequent in Tunisia », Muscle & Nerve (en), vol. 6, no 7,‎ septembre 1983, p. 469-480 (ISSN 0148-639X et 1097-4598, DOI 10.1002/mus.880060702, lire en ligne, consulté le 7 octobre 2018)
- (en) Mongi Ben Hamida, Fayçal Hentati et Christiane Ben Hamida, « Hereditary motor system diseases (chronic juvenile amyotrophic lateral sclerosis) », Brain, vol. 113, no 2,‎ 1990, p. 347-363 (ISSN 0006-8950 et 1460-2156, DOI 10.1093/brain/113.2.347, lire en ligne, consulté le 7 octobre 2018)
- (en) Mongi Ben Hamida, Samir Belal, Giorgio Sirugo, Christiane Ben Hamida, Kyproula Panayides, Panos Ionannou, Jacques Beckmann, Jean-Louis Mandel, Fayçal Hentati, Michel Koenig et Lefkos Middleton, « Friedreich's ataxia phenotype not linked to chromosome 9 and associated with selective autosomal recessive vitamin E deficiency in two inbred Tunisian families », Neurology, vol. 43, no 11,‎ novembre 1993, p. 2179 (ISSN 0028-3878 et 1526-632X, PMID 8232925, DOI 10.1212/WNL.43.11.2179, lire en ligne, consulté le 7 octobre 2018)
- (en) Jean Lapresle et Mongi Ben Hamida, « The dentato-olivary pathway », Archives of Neurology, vol. 22, no 2,‎ février 1970, p. 135 (ISSN 0003-9942, DOI 10.1001/archneur.1970.00480200041004, lire en ligne, consulté le 7 octobre 2018)
- (en) Robert L. Sieben, Mongi Ben Hamida et Kenneth Shulman, « Multiple cranial nerve deficits associated with the Arnold‐Chiari malformation », Neurology, vol. 21, no 7,‎ juillet 1971, p. 673 (ISSN 0028-3878 et 1526-632X, PMID 4934956, DOI 10.1212/WNL.21.7.673, lire en ligne, consulté le 7 octobre 2018)